# Giuseppe Toaldo
Giuseppe Toaldo est un ecclésiastique, astronome et météorologue italien, né le 11 juillet 1719 à Pianezze, près de Vicence, et mort le 11 novembre 1797  à Padoue.

## Biographie
Giuseppe Toaldo entre au séminaire de Padoue, où il enseigne les mathématiques et la littérature italienne, et où il édite l'œuvre de Galilée en 1744. En 1754 il est nommé curé de Montegalda, et en 1762 professeur de géographie physique et astronomique à l'université de Padoue. Il fonde l'observatoire de l'université de Padoue. Il devient surtout célèbre en Europe pour ses théories de prédictions météorologiques. Il croit remarquer qu'au bout de 9 ans, puis de 18 ans, les phénomènes météorologiques reviennent dans le même ordre : il établit ainsi un cycle qui a été nommé « cycle toaldin ». 
- Il donne en 1770 le nombre 0,46 mm pour la différence entre les hauteurs moyennes du baromètre dans les syzygies et dans les quadratures, en se servant d'une longue suite d'observations faites à Padoue par Giovanni Poleni.
- Alexis Bouvard obtiendra le nombre 0,69 mm pour cette différence.
- Honoré Flaugergues, à Viviers, a fait de 1806 à 1828 des observations barométriques d'où il résulte que la différence précédente est de 0,42 mm.

Toaldo trouve que les changements de temps atteignent leur maximum quand la Lune est nouvelle ou qu'elle est au périgée, et qu'ils atteignent des minima égaux au premier quartier et au dernier, et que les effets produits pendant les quartiers sont troublés quand la Lune est à l'apogée.
Il organise également un réseau météorologique dans la république de Venise. Son appel à collaboration circule surtout à travers son almanach : le Giornale astro-meteorologico, paru pour la première fois en 1773 et qui continuera bien après sa mort. Il a pu réunir plus d'une trentaine d'observateurs, dont une noble de Sacile, Angela Borgo.

## Œuvres
- Mémoires sur les conducteurs pour préserver les édifices de la foudre, par Mr l'abbé Joseph Toaldo, traduit avec notes et additions par Barbier de Tinan, Strasbourg, Bauer et Treuttel, 1779[5].
- Essai de Météorologie (Saggio meterologico, 1770), traduit par Joseph Daquin (1784).
- Météorologie appliquée à l'agriculture, également traduite.
- Tables trigonométriques avec un abrégé de trigonométrie plate, et sphérique, théoricienne et pratique Giuseppe Toaldo -  Padova - Giovanni Manfre (1773)

## Hommages
L'astéroïde (23685) Toaldo de la ceinture principale d'astéroïdes, découvert le 1er mai 1997, a été nommé en son honneur.

## Sources
- Marie-Nicolas Bouillet  et Alexis Chassang (dir.), « Joseph Toaldo » dans Dictionnaire universel d’histoire et de géographie, 1878 (lire sur Wikisource)
- Simon Dolet, « L’astrologie saine de Giuseppe Toaldo et les séismes, clés de la prédiction des changements climatiques ? », Dix-huitième siècle, 54 (2022), p.49-62. https://doi.org/10.3917/dhs.054.0049
- Simon Dolet, « Le pouvoir de l’amitié pour saisir un phénomène 'météorologique' exceptionnel. Informateurs et observateurs des globes de feu de 1676 et 1784 », Dix-huitième siècle, 55 (2023), p. 385-402. https://doi.org/10.3917/dhs.055.0385
- Simon Dolet, « La météorologie, un nouvel accès à la médecine pour les femmes ? », Italies, 27 (2023), p. 5-48. https://doi.org/10.4000/12a47